# Żagań (gemeente)
De gemeente Żagań is een landgemeente in het Poolse woiwodschap Lubusz, in powiat Żagański.
De zetel van de gemeente is in Żagań.
Op 30 juni 2004 telde de gemeente 7012 inwoners.

## Oppervlakte gegevens
In 2002 bedroeg de totale oppervlakte van gemeente Żagań 281,11 km², waarvan:
- agrarisch gebied: 36%
- bossen: 48% (Bory Dolnośląskie)

De gemeente beslaat 24,85% van de totale oppervlakte van de powiat.

## Demografie
Stand op 30 juni 2004:
| Omschrijving                   | Totaal | Totaal | Vrouwen | Vrouwen | Mannen | Mannen |
| ------------------------------ | ------ | ------ | ------- | ------- | ------ | ------ |
| eenheid                        | aantal | %      | aantal  | %       | aantal | %      |
| inwoners                       | 7012   | 100    | 3515    | 50,1    | 3497   | 49,9   |
| bevolkingsdichtheid (inw./km²) | 24,9   | 24,9   | 12,5    | 12,5    | 12,4   | 12,4   |

In 2002 bedroeg het gemiddelde inkomen per inwoner 1333,59 zł.

## Administratieve plaatsen (sołectwo)
Bożnów, Bukowina Bobrzańska, Chrobrów, Dzietrzychowice, Gorzupia, Jelenin, Łozy, Miodnica, Nieradza, Pożarów, Rudawica, Stara Kopernia, Tomaszowo, Trzebów.

## Overige plaatsen
Dobra nad Kwisą, Dybów, Gorzupia Dolna, Gryżyce, Kocin, Marysin, Pruszków, Stary Żagań.

## Aangrenzende gemeenten
Brzeźnica, Iłowa, Małomice, Nowogród Bobrzański, Osiecznica, Szprotawa, Żagań, Żary